# Cours Dajot
Le cours Dajot, souvent abusivement orthographié « d'Ajot » dans le parler brestois, est une promenade publique de la commune française de Brest.

## Situation et accès
Long de près de cinq cents mètres et bordé de platanes, il surplombe de trente mètres le port de commerce ouvert sur la rade de Brest et donne à l'ouest sur le château de Brest.

## Origine du nom
Il tient son nom de l'ingénieur Louis Lazare Dajot qui est à l'origine de sa création.

## Historique

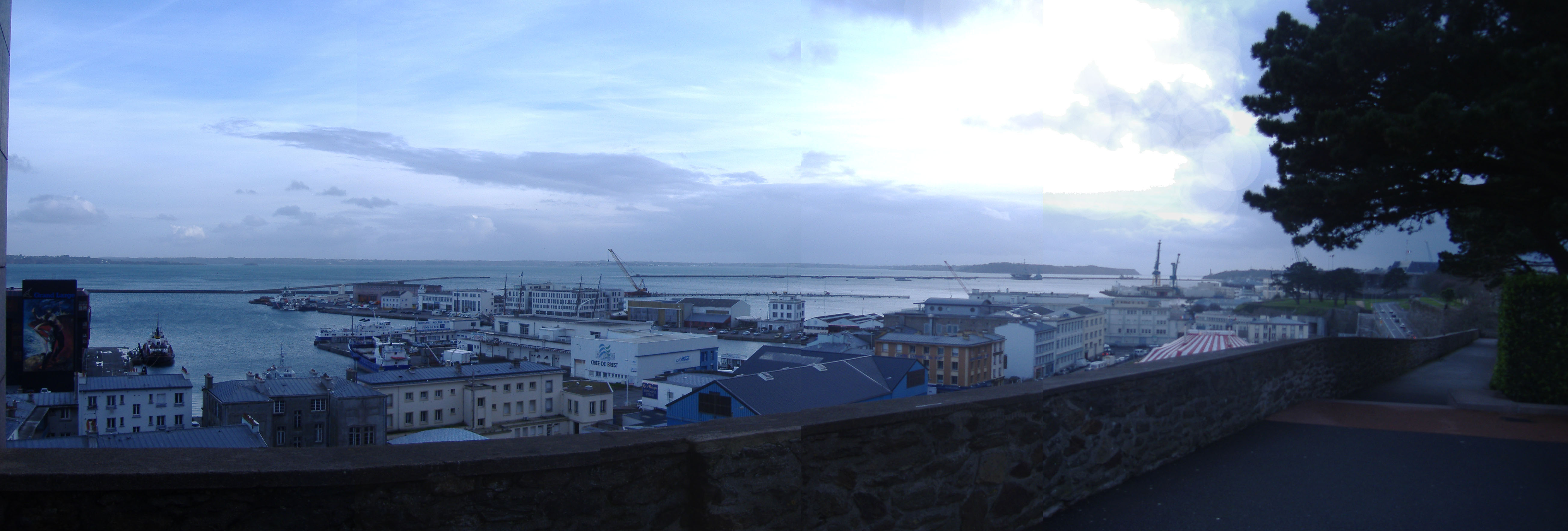
Le port de commerce et la rade pris du cours Dajot.

Il fut édifié à partir de 1769 sur la falaise dominant la grève de Porstrein, sur l’initiative du directeur des fortifications dont il gardera le nom. Sur la grève, s’est installé au milieu du XIXe siècle le port de commerce de Brest. 
Initialement, il était appelée cours de la Réunion.
Deux squares ont été aménagés sur chacun des bastions aux extrémités du rempart.
En 1835, les bourgeois habitant le cours Dajot, auxquels se joignirent ceux des rues d'Aiguillon, du Château et Duguay-Trouin, se plaignirent des odeurs provenant des fours à chaux (7 200 barriques de chaux en sortaient chaque année) et tanneries de Porstrein et Poullic-al-Lor (port de commerce) et de la plantation d'arbres sur le cours, craignant que ceux-ci ne leur bouchent la vue.
En dépit de son origine militaire (le Génie a fourni les matériaux et la Marine les forçats chargés de la construction), il est très rapidement devenu une promenade d’agrément très prisée pour la vue sur la rade qu’il domine. Tous les quatre ans depuis 1992, c'est un point de vue privilégié sur les fêtes maritimes de Brest.
C'est de là que fut donné, le 5 juillet 2008, le grand départ du Tour de France 2008.
C’est là qu'a lieu chaque année le défilé militaire du 14 juillet de la ville de Brest.

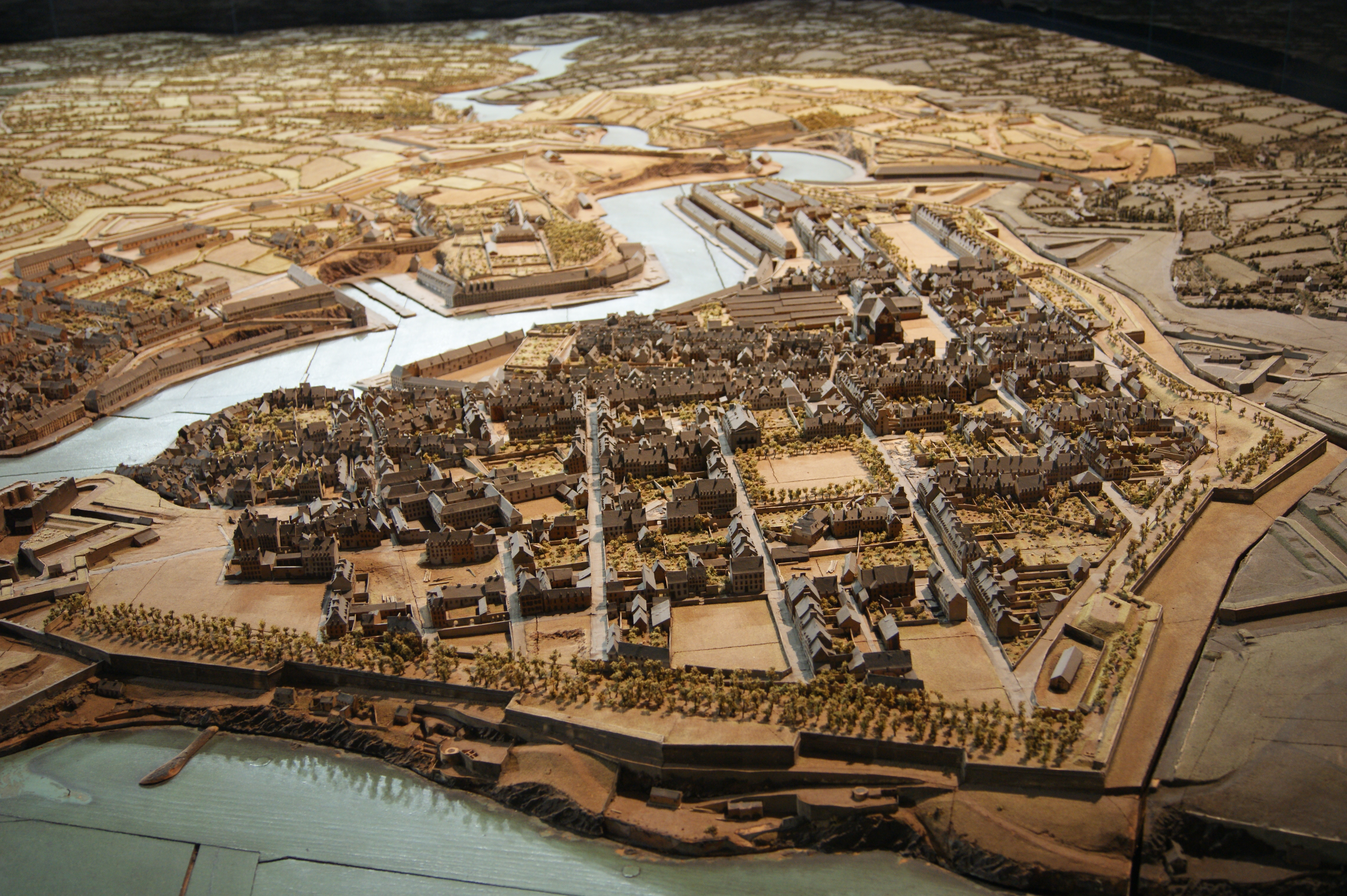
Le cours Dajot en 1811 (plan-relief de Brest).
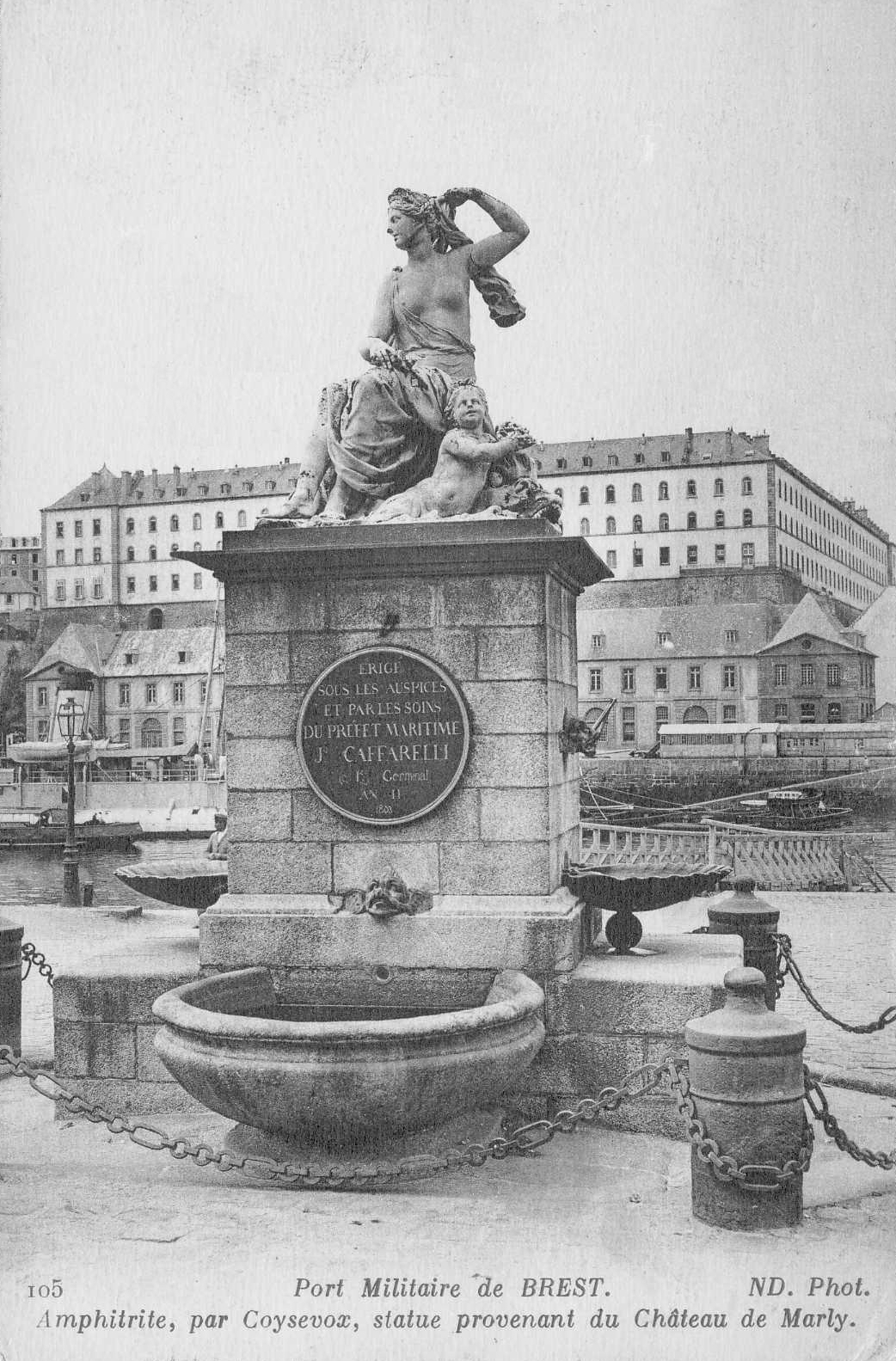
La fontaine Caffarelli en 1910, socle du Triomphe d'Amphitrite d'Antoine Coysevox.
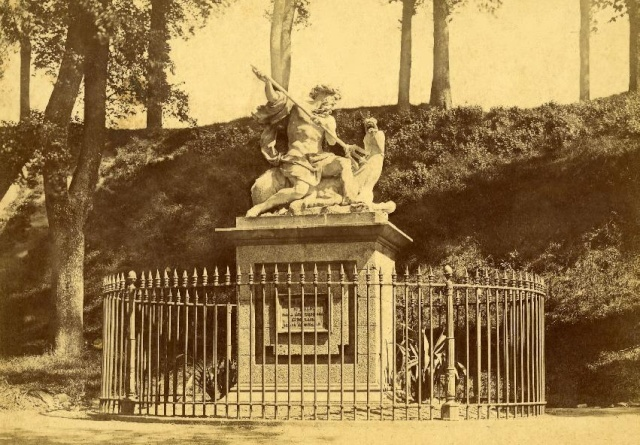
Neptune[2] d'Antoine Coysevox.
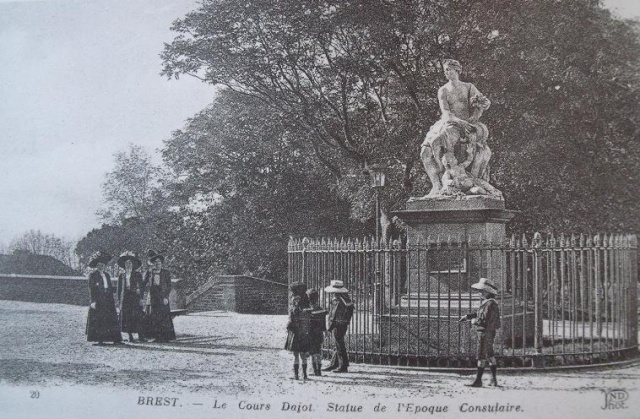
La Marne[3] (autrement appelée l’Abondance) d'Antoine Coysevox.
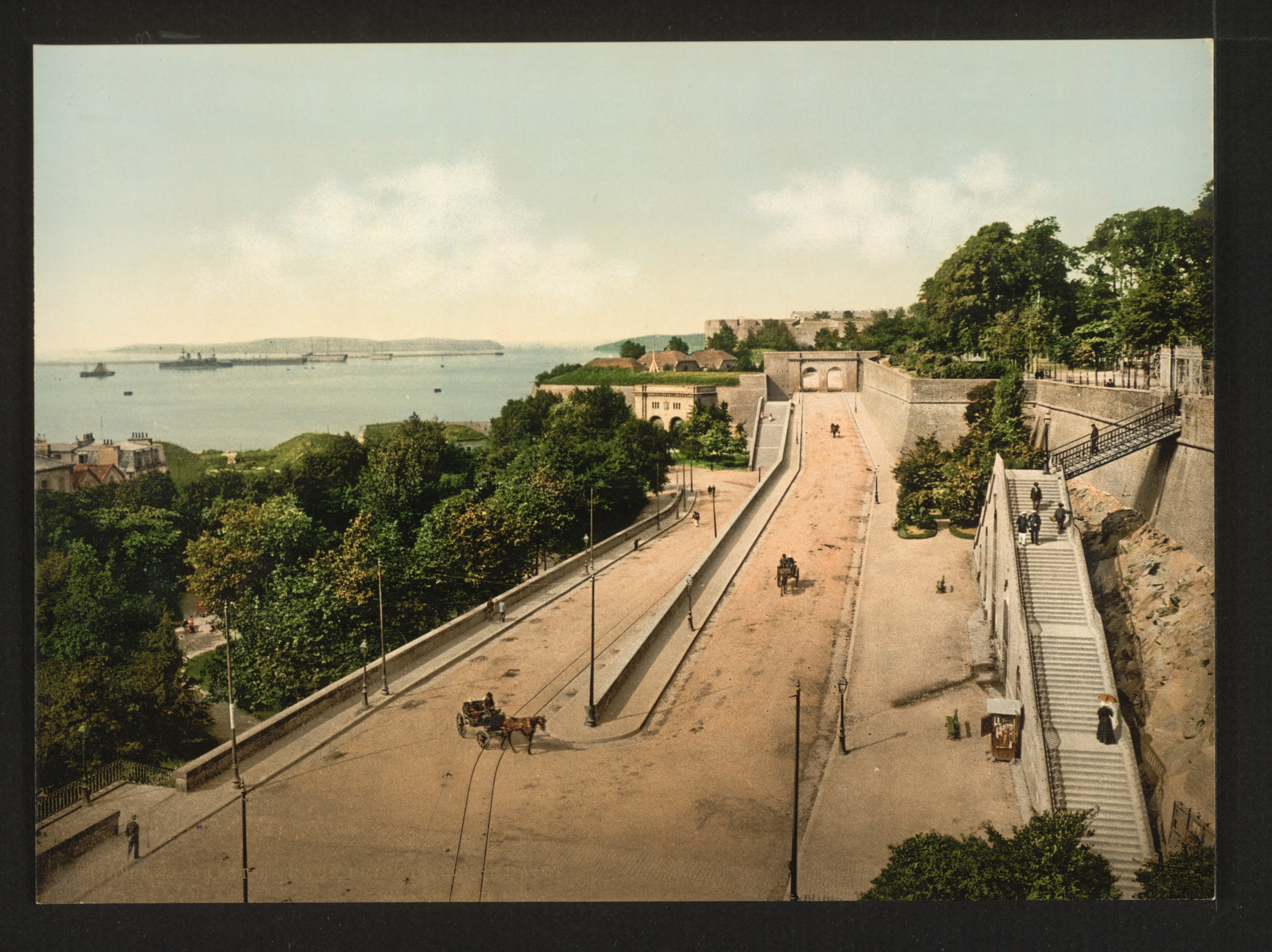
Photographie prise entre 1890 et 1900.
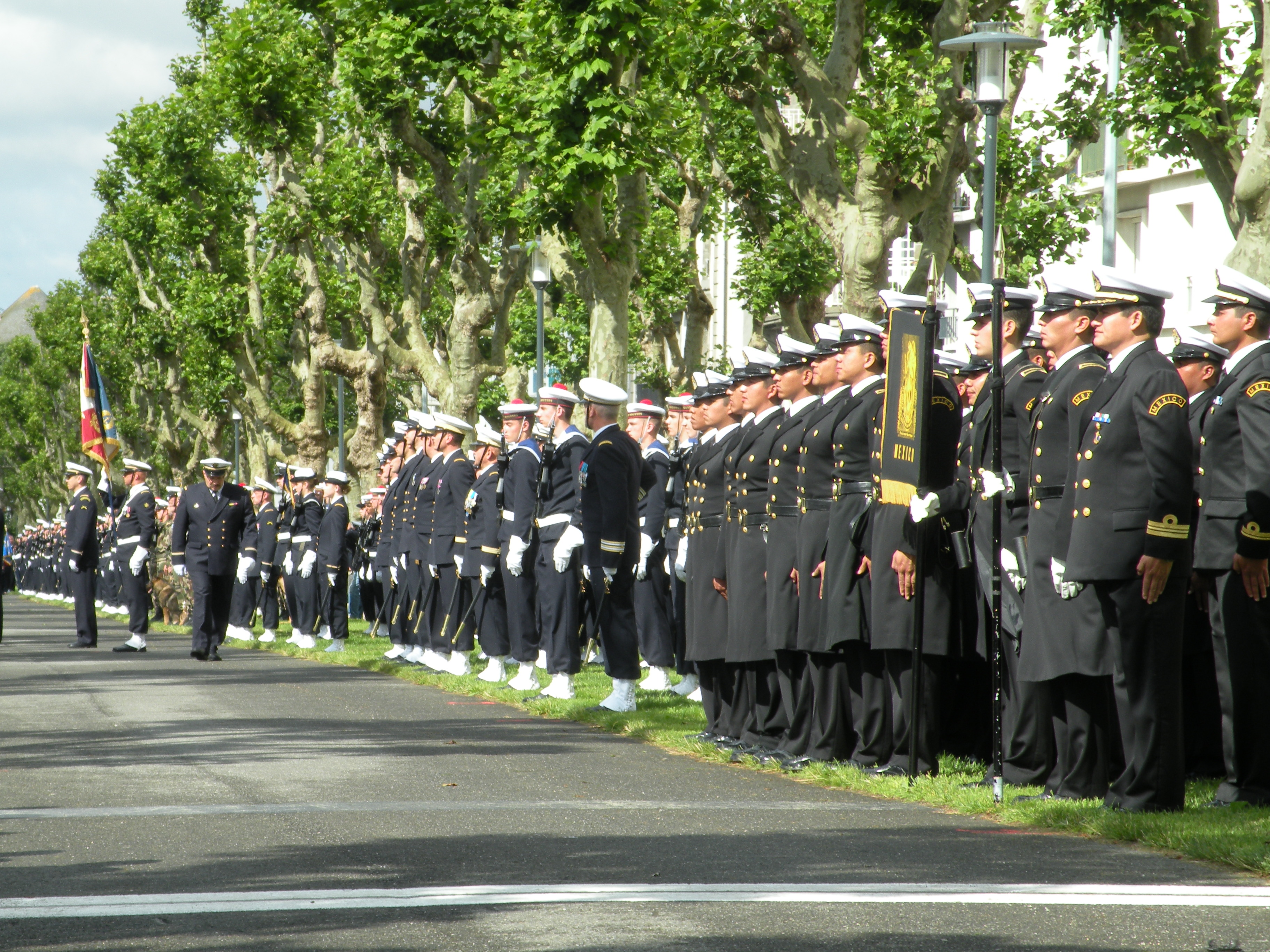
Défilé du 14 juillet 2012 sur le cours Dajot.

Devenu un monument à part entière, le socle du « Triomphe d'Amphitrite, se trouve dans la cour de la Préfecture maritime. Ce piédestal s’orne de trois tritons, fixés à une colonne, crachant un filet d'eau dans leur vasque. Il est l’œuvre de l’ingénieur Jean Bernard Tarbé de Vauxclairs. L’ensemble statue et fontaine est inauguré en 1803. La statue de marbre blanc d'Antoine Coysevox, d’abord détournée des jardins de Marly par le gouvernement consulaire, est implantée par le préfet maritime Caffarelli proche de l'emplacement actuel de la porte Tourville. Le monument gênant les évolutions sur ce terre-plein, le préfet Chaucheprat le fait transférer en 1912 dans les jardins de la préfecture maritime, l’ancien hôtel Saint-Pierre. En 1940, le patrimoine historique et artistique de Brest est mis à l'abri dans le château de Kerjean. À la Libération, le piédestal est démonté et remonté dans le château ; quant à la statue, elle demeure au musée du Louvre. Il en fut de même pour les statues Neptune et la Marne également d'Antoine Coysevox,.

« Il a été beaucoup glosé sur le sujet du don en 1801 de ces statues à la ville de Brest et de leur restitution en 1953. Jusqu'en 1941, elles ornent le cours Dajot. À cette date, les statues sont mises à l'abri des bombardements au château de Kerjean. En 1953, elles sont rendues à l'Administration des Beaux-Arts pour être restaurées et restituées au château de Marly.

L'air marin, cause de leur dégradation, incite les autorités, dès les années 1920, à envisager de les retirer. À l'époque du projet de restitution de 1953, une longue recherche dans les archives municipales fut effectuée. En réalité, et malgré l'abondante littérature (en particulier dans la presse) la preuve formelle du don n'a jamais été établie. Si le maire demanda en 1801 qu'il s'agisse d'un don, et non d'un prêt, seule la correspondance des parlementaires confirma le fait. L'acte de don lui-même, s'il a été établi, n'a jamais été retrouvé. La ville n'ayant pu prouver sa propriété formelle ne put s'opposer à la restitution à l'Administration des Beaux-Arts. Le projet initial de restituer ces œuvres restaurées au château de Marly n'aboutit pas non plus et elles furent finalement transférées au château de Champs-sur-Marne, puis au Louvre. »

— Hugues Courant et Chantal Rio, Les Cahiers de l'Iroise
Les sculptures d'André Arbus ont été données à la ville en 1963 en guise de compensation de cette dépossession. Le ministre Jean-Antoine Chaptal en avait fait cadeau à Brest « pour donner au cours Dajot, tout récemment achevé, une allure Grand Siècle ».

## Bâtiments remarquables et lieux de mémoire

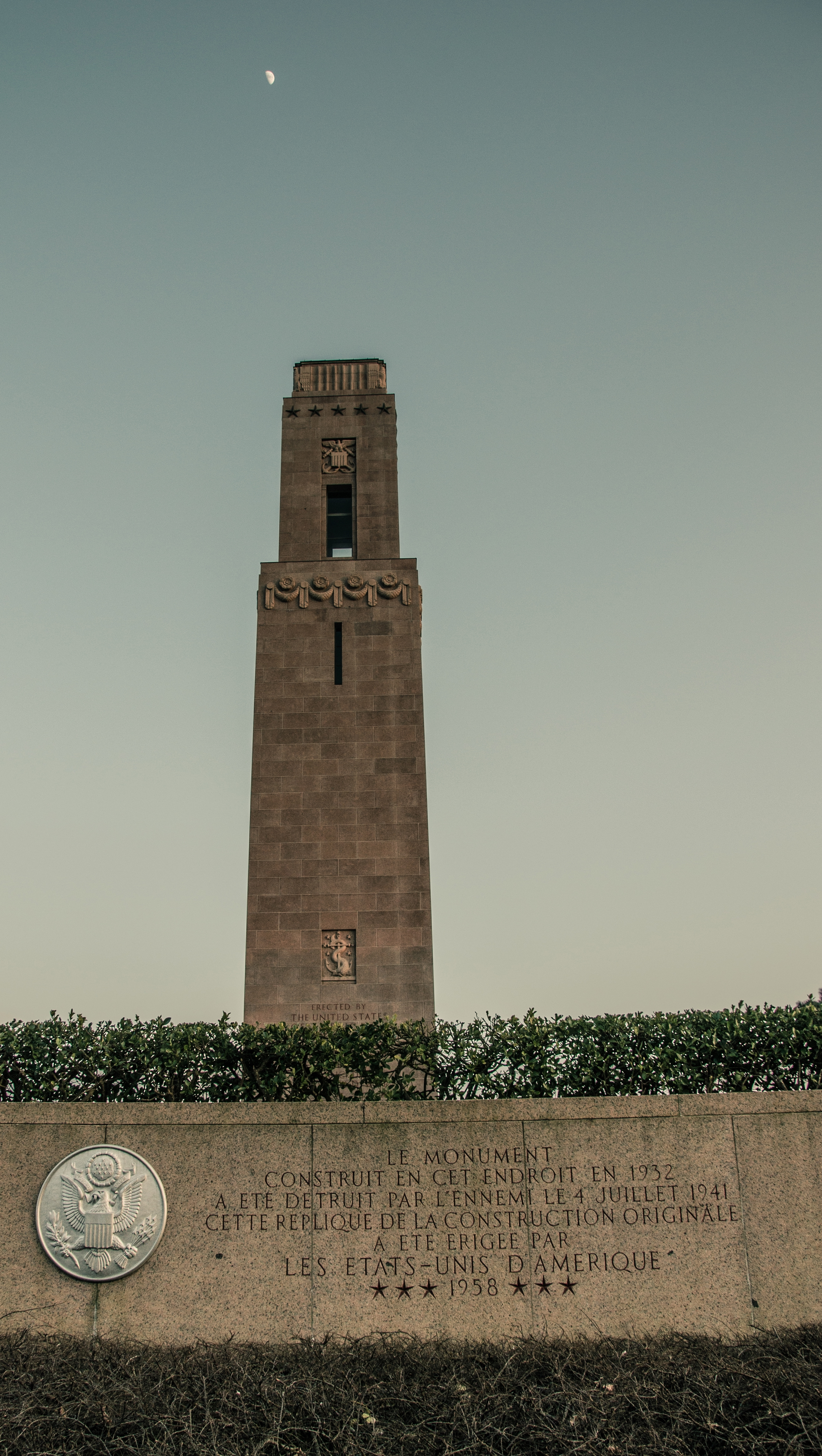
Naval monument.
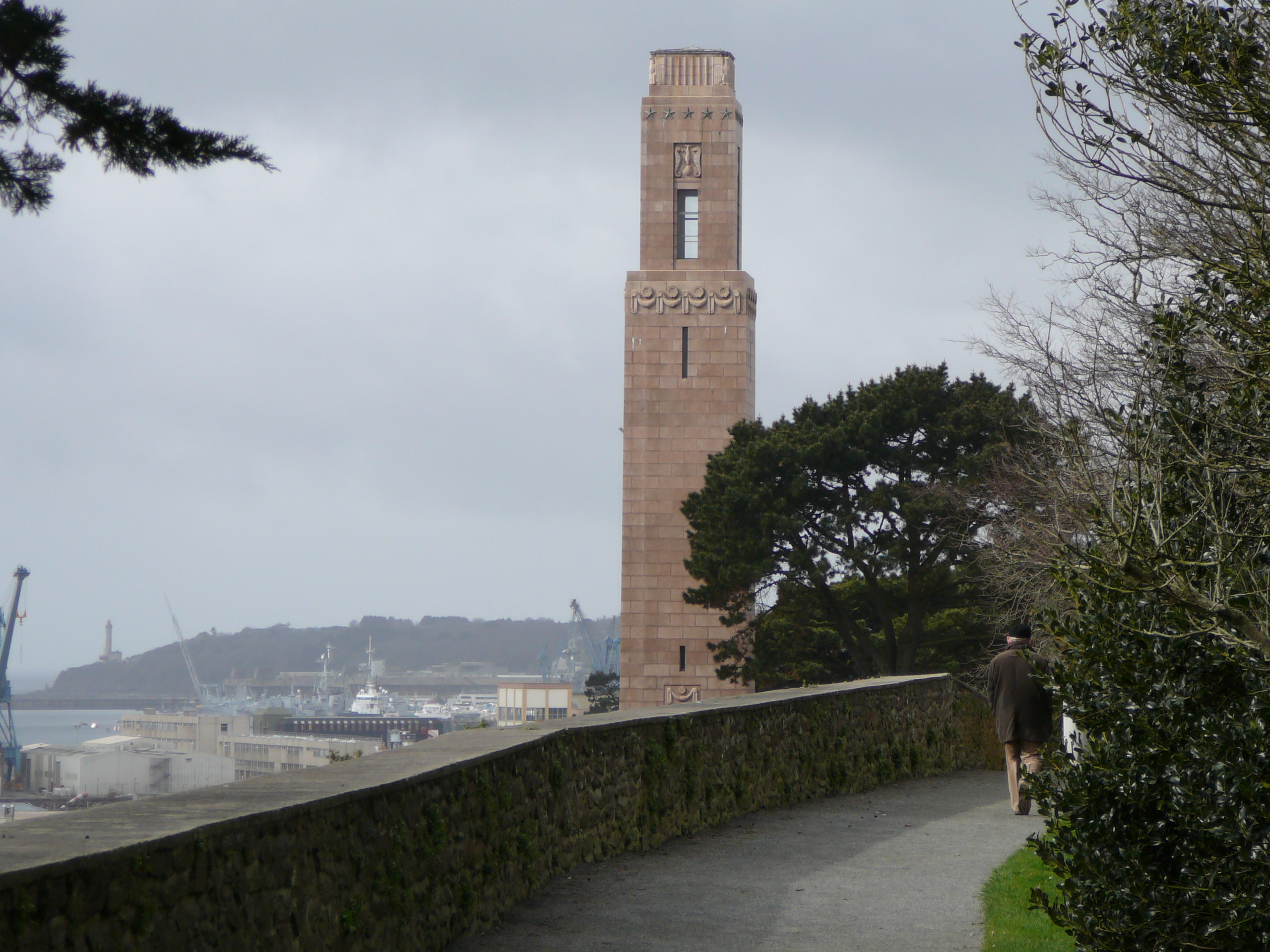
Le monument américain, ou Naval monument, sur le cours Dajot.
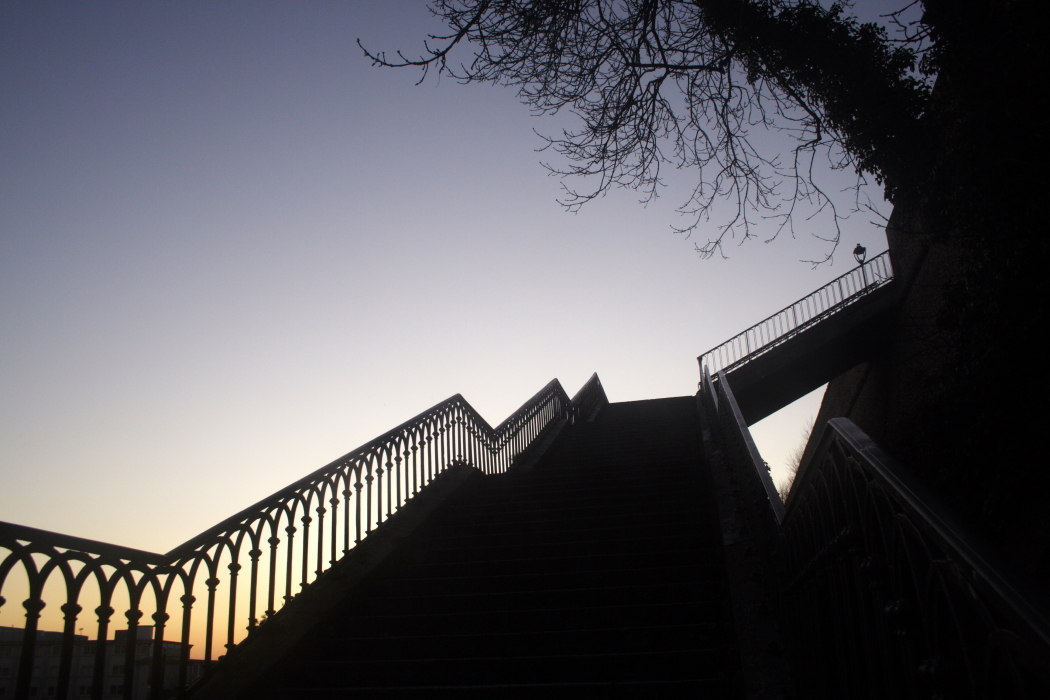
Escalier descendant à Porstrein
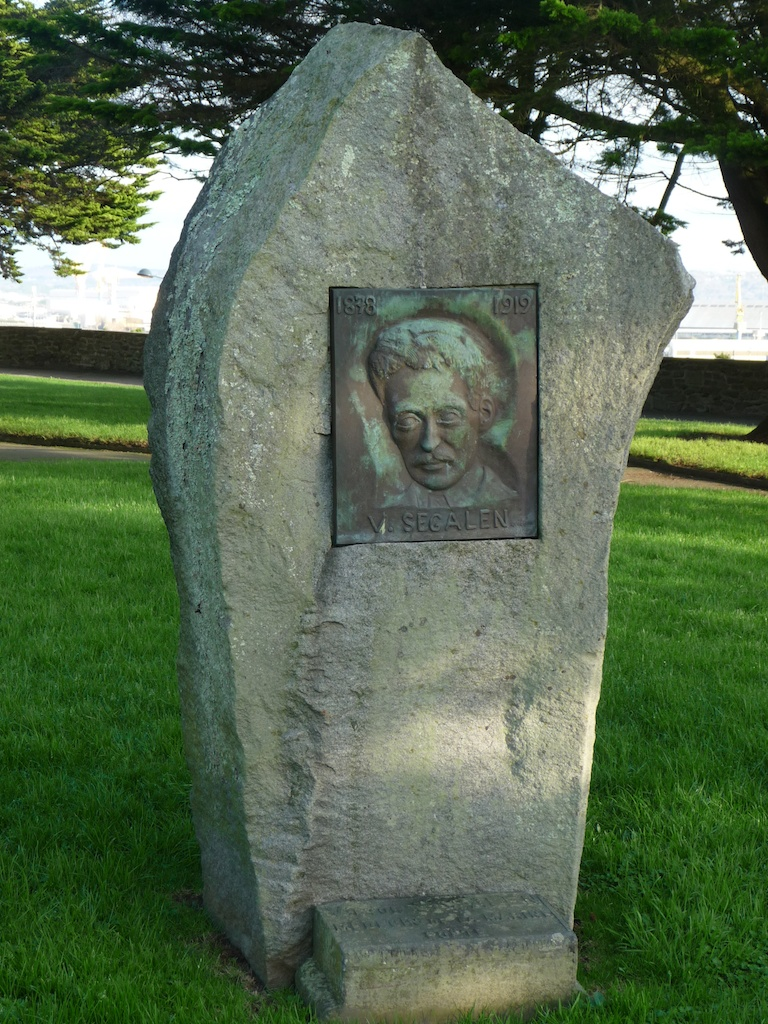
Plaques commémorant Victor Segalen

### Monument américain
Le Naval Monument, plus couramment appelé la tour Rose, est un mémorial élevé au centre du cours Dajot après la guerre de 1914-1918 en 1927 par l’American Battle Monuments Commission pour commémorer l'accueil réservé aux Américains durant la Première Guerre mondiale. Détruite par l'armée d’occupation allemande (le 4 juillet 1941) lors de la Seconde Guerre mondiale, elle sera reconstruite à l'identique en 1958, sur un terrain appartenant aux États-Unis mais ne jouissant pas de l'extraterritorialité.

### Plaque consacrée à Jean Cras
Le monument consacré à Jean Cras, contre-amiral, inventeur de la règle portant son nom (règle Cras), mais aussi musicien talentueux.
Pianiste, il a écrit des dizaines de mélodies et de pièces pour piano et orgue, de la musique de chambre, des œuvres symphoniques et l'opéra Polyphème.
À la mort de Jean Cras en 1932, un comité présidé par le ministre de la Marine Georges Leygues, réunit des fonds pour lui élever un monument, confié au sculpteur parisien Raymond Delamarre, grand prix de Rome. Le monument est offert à la ville et inaugurée le 6 octobre 1935. Détruit en 1944, à l'exception de la plaque de bronze à l'effigie de Jean Cras, le monument sera reconstruit dans un style proche, par le même sculpteur, en 1959.
La dédicace que l'on trouve sur le monument est extrait de l'opéra Polyphème : « Belle mer écumeuse et bleue où je suis né ».

### Escalier descendant à Porstrein
Les escaliers descendant au port de commerce immortalisés par la scène finale du film Remorques (d'après le roman de Roger Vercel) où Jean Gabin les dévale sous la pluie après avoir perdu sa femme et sa maîtresse, seul dans la nuit. Une scène qu'il fallut d'ailleurs recommencer une dizaine de fois, en raison de conditions météorologiques très peu coopératives en ce jour de juillet 1939. La pluie provenait en effet de canons à eau des pompiers et c'est un avion à hélices de l'aéro-club de Guipavas, amputé de ses ailes, qui pallia ce soir-là l'absence de vent.

### Palais de justice de Brest
Immeuble néo-classique moderne paré de granite date de 1952 et est l’œuvre de l'architecte Henri Gabriel Béné. Il est situé dans l'alignement de l'axe mineur du centre ville reconstruit, axe bordé par nombre d’administrations publiques, comprenant l’immeuble de la banque de France et la place Wilson (ancien champ de bataille). L'entrée principale est bordée de deux statues figuratives de granite, œuvre du sculpteur Marcel Courbier (1898-1976), l'une à droite, représentant un homme appuyé sur une épée avec la légende Lex (« la loi » en latin) et l'autre à gauche, représentant une femme protégeant un enfant avec la légende Tuetur (« il - ou elle - est protégé(e) » aussi en latin).

## Voir aussi

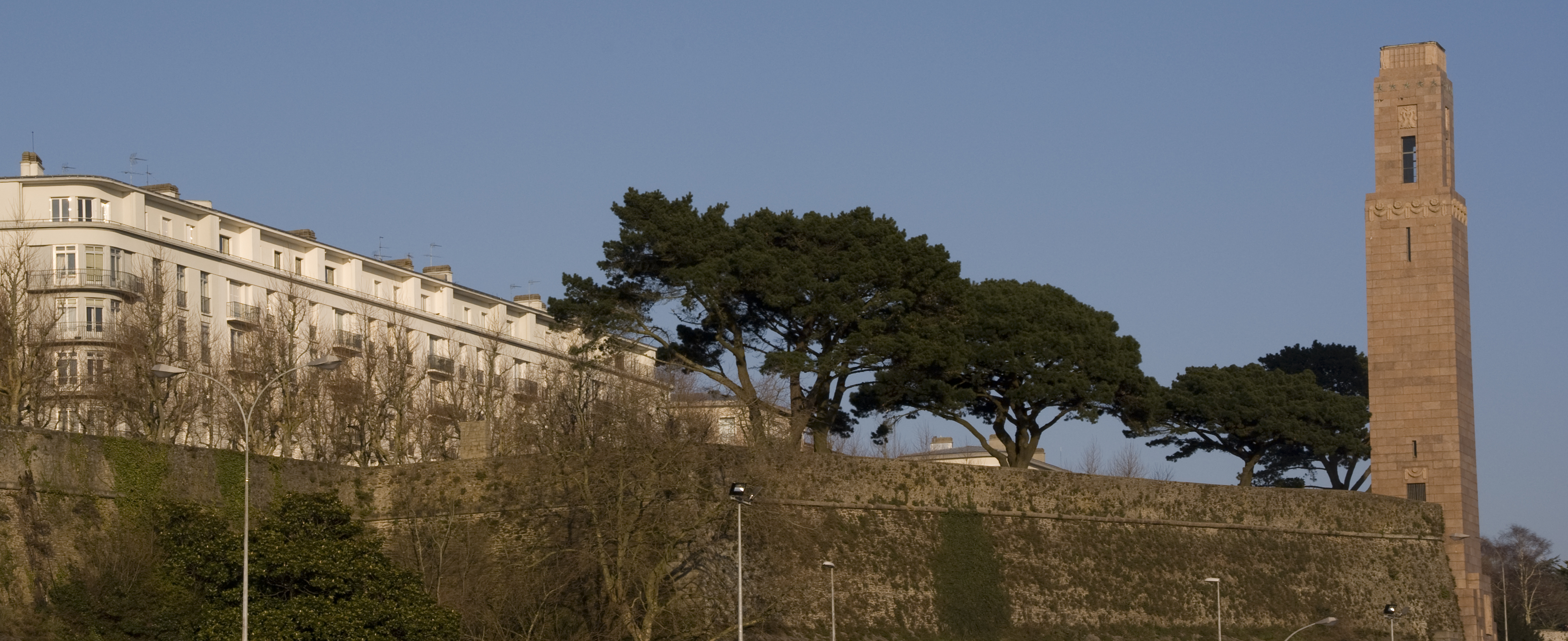
Les fortifications du cours Dajot, vues du port de commerce.

## Photos
De nombreuses photos du cours Dajot à Brest